# Parhypena albopunctata
Parhypena albopunctata là một loài bướm đêm trong họ Erebidae.